# Gaetice ungulatus
Gaetice ungulatus is een krabbensoort uit de familie van de Varunidae. De wetenschappelijke naam van de soort is voor het eerst geldig gepubliceerd in 1939 door Sakai.